# Goeppertia allouia
Goeppertia allouia Lindl., comunemente nota come leren, è una pianta appartenente alla famiglia delle Marantaceae, originaria del Sud America settentrionale e dei Caraibi. L'epiteto allouia deriva dal nome caraibico della pianta. Il leren è una coltura alimentare minore nei tropici americani, ma fu una delle prime piante addomesticate dagli nativi americani preistorici in Sud America.

## Descrizione

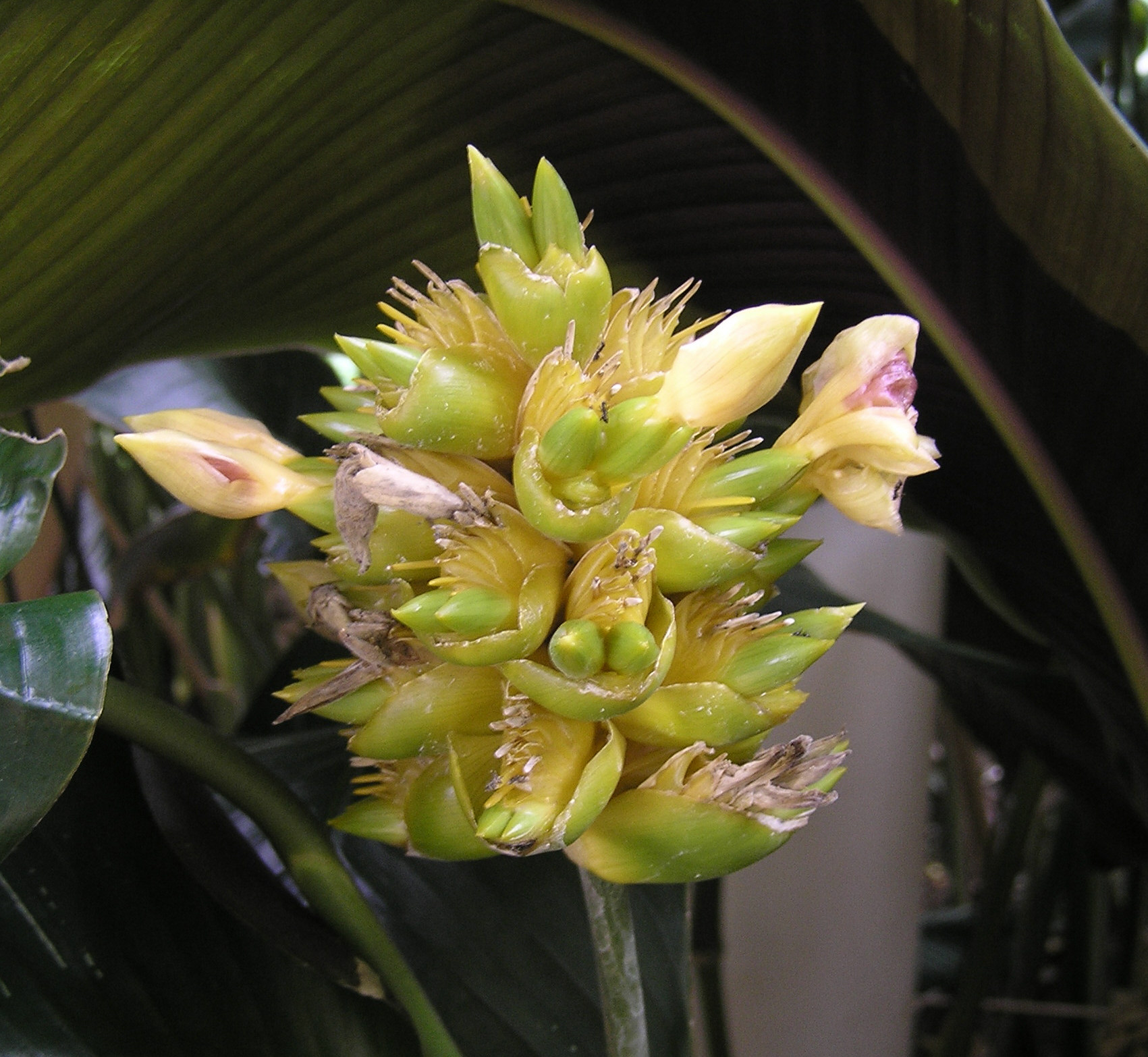
Fiore di G. allouia

G. allouia è una pianta perenne, che raggiunge circa 1 m di altezza. Produce radici tuberose a forma di uovo lunghe da 2 a 8 cm all'estremità delle radici fibrose. Le foglie sono grandi, lunghe fino a 60 cm e larghe fino a 20 cm. I nativi americani utilizzavano le foglie durevoli per produrre medicine tradizionali e abbigliamento per bambini. Il leren si riproduce solitamente attraverso i rizomi che producono germogli e nuove piante.

## Distribuzione e habitat
G. allouia è originaria di Cuba, Hispaniola, Porto Rico, delle Piccole Antille, Trinidad e Tobago, Venezuela, Colombia, Ecuador, Perù e Brasile. Secondo quanto riportato, è naturalizzata in Giamaica.
Il leren è stato introdotto come coltura da radice minore nelle regioni tropicali di tutto il mondo.

## Coltivazione

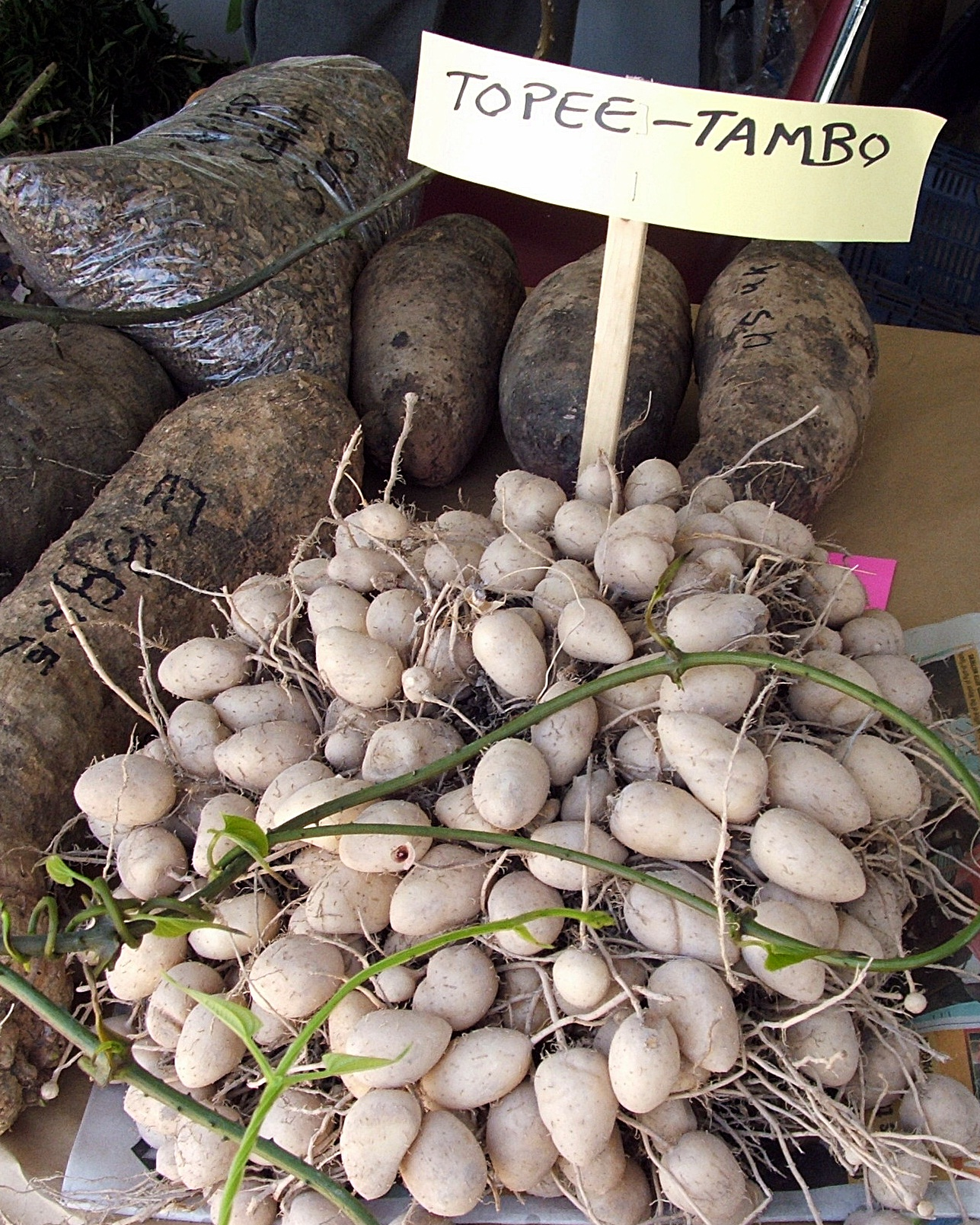
Leren a Trinidad e Tobago

Il leren è adattato ad un clima tropicale con alternanza di stagioni piovose e secche. Germoglia con le prime piogge e cresce rapidamente formando tuberi che vengono raccolti quando il fogliame comincia a morire otto o nove mesi dopo il primo germogliamento. I rizomi, raccolti nello stesso periodo, tollerano sia la siccità che le inondazioni, e vengono divisi e ripiantati nuovamente all'inizio della stagione delle piogge. Durante i periodi di siccità è necessaria un'irrigazione frequente. Il leren viene spesso piantato all'ombra o in penombra, ma può crescere in pieno sole con umidità e sostanze nutritive adeguate.
Il leren è tradizionalmente coltivato su piccola scala. La sua coltivazione è in declino poiché è stata sostituita da altre colture.

## Storia
Gli archeologi hanno scoperto che il leren fu una delle prime piante domesticate nel Sud America preistorico. Veniva mangiato e forse coltivato in Colombia intorno al 9000 a.C. insieme alla maranta (Maranta arundinacea), alla zucca trombetta (Cucurbita moschata) e alla zucca bottiglia (Lagenaria siceraria).  Sembra che la coltivazione del leren si sia diffusa in luoghi dove probabilmente non era autoctono. I tuberi venivano coltivati per essere consumati crudi, essiccati o macinati in farina.

## Usi
Il leren viene solitamente cotto facendo bollire i tuberi per 15-60 minuti. Come alimento, è spesso paragonato alla castagna d'acqua (Eleocharis dulcis) perché come quest'ultima, mantiene la sua croccantezza nonostante la cottura. Il leren bollito ha un sapore simile al mais dolce. Il tubero cotto è ricoperto da una sottile buccia commestibile che può essere rimossa più facilmente dopo la cottura. I tuberi vengono consumati principalmente come antipasto o aperitivo e possono essere conservati a temperatura ambiente fino a tre mesi, ma non tollerano bene la refrigerazione.
Il valore nutrizionale non è stato studiato a fondo, ma i tuberi hanno un contenuto di amido del 13-15% e un contenuto di proteine del 6,6%.